# Henderson (Kentucky)
Henderson település az Amerikai Egyesült Államok Kentucky államában, Henderson megyében, melynek megyeszékhelye is. Lakosainak száma 27 981 fő (2020. április 1.).

## Népesség
A település népességének változása:

| 2010 | 28 757 |
| 2020 | 27 981 |